# 梁光中
梁光中，中華民國外交官、政府官員。畢業於國立中興大學法律學系學士，曾任中華民國駐巴林商務代表團三等秘書、駐波士頓臺北經濟文化辦事處領事、外交部政務次長機要秘書、大陸委員會澳門辦事處組長、外交部領事事務局組長、外交部條約法律司副司長、駐越南台北經濟文化辦事處公使銜副代表、駐胡志明市台北經濟文化辦事處總領事銜處長、外交部條約法律司長、駐韓國台北代表部大使銜代表等職務。

## 職業生涯
2016年6月，柬埔寨警方逮捕17名涉嫌电信诈骗的中華民國籍嫌犯，柬埔寨移民局官員表示，基於「一個中國」政策，拒絕區別臺灣嫌犯與中國嫌犯，「我們已決定將嫌犯交給中國，因為他們都是中國人，中國方面要求我們暫留人，直到他們決定派專機或幫他們買機票帶回中國。」對此，駐胡志明市辦事處長梁光中前往金边，向柬埔寨警察總署與移民局嚴正交涉，要求依「國籍管轄原則」，將臺灣嫌犯遣送返臺。9月，另有13名中華民國籍嫌犯被柬埔寨警方逮捕，將移送至中華人民共和國，梁光中亦向柬埔寨表達嚴正關切並爭取探視嫌犯。但相關努力皆受到中華人民共和國的強力介入並阻撓。
2020年3月，外交部條約法律司長梁光中宣布，外交部為鼓勵臺灣優秀青年致力国际法研究、提昇國際法專業、充實外交實務工作能量，首度設置「國際法研究獎學金」，提供臺灣各大專院校符合條件的在學學生申請，預定遴選3名，各頒發8萬新臺幣。
2021年2月，民主進步黨籍立法委員舉辦「邁向國家正常化」修憲公聽會，出席會議的外交部條約法律司長梁光中表示「這次討論包括憲法增修條文前言、國家統一修正為國家發展、憲法固有疆域修為憲法效力所及地區、實質廢除省政府層級、優先以台灣名義進行涉外事務；加入国际组织及參與國際活動；另有國旗、國徽國歌以法律定之，有鑑於相關修正涉及高度政治敏感性，外交部希望朝野共同協商解決。」
2022年4月，外交部發布人事令，由條約法律司長梁光中接任駐韓國代表。有媒體提問，梁光中未派駐過韓國，層級也不如以往的主任秘書或政務次长，是否代表著外交降級？外交部發言人歐江安回應，外交部人事作業一向根據專業與工作需求進行調整，梁光中資歷完整，是擔任駐韓國代表的適合人選。